# Clavulina cristata
Clavulina cristata (Holmsk.) J. Schröt., Krypt.-Fl. Schlesien 3(1): 442 (1888).
La Clavulina cristata è un fungo appartenente alla famiglia delle Clavulinaceae che viene sovente colonizzata da altro fungo parassita che le conferisce una livrea simile a quella della Clavulina cinerea.

## Descrizione della specie
Corpo fruttifero 
Alto 3-8 cm, solitario o gregario; ramificato in numerosi rami, bianchi e con apici frangiati o crestati; tronco spesso, bianco; superficie liscia o leggermente corrugata dall'aspetto ceroso.
 Carne 
Tenace, biancastra.
- Odore: indefinibile.
- Sapore: mite e poi amarognolo.

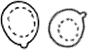
 Spore 
7-9 x 6-7 µm, subglobose, lisce, con grossa guttula, subglobose, bianche in massa, non amiloidi; basidi bisporici e raramente monosporici.

## Habitat
Fruttifica in estate-autunno, su terreno, nei boschi di latifoglie e di conifere, solitario o a piccoli gruppi.

## Commestibilità
Commestibilità discreta, previa bollitura.

## Etimologia
Dal latino cristata = con le creste, per il suo aspetto.

## Sinonimi e binomi obsoleti
- Clavaria coralloides L., Species Plantarum: 1182 (1753)
- Clavaria cristata (Holmsk.) Pers., Comment. Schaefferi Icon. pictas (1800)
- Clavulina coralloides (L.) J. Schröt., Krypt.-Fl. Schlesien 3(1): 443 (1888)
- Clavulina coralloides f. cristata (Holmsk.) Franchi & M. Marchetti, (2000)
- Clavulina coralloides f. subrugosa (Corner) Franchi & M. Marchetti, (2000)
- Clavulina cristata f. subcinerea Donk, Meded. Bot. Mus. Herb. Rijks Univ. Utrecht 9: 19 (1933)
- Clavulina cristata var. coralloides Corner, Monograph of Clavaria and Allied Genera (London): 693 (1950)
- Clavulina cristata var. coralloides Corner, Ann. Bot. Mem. 1: 693 (1950)
- Clavulina cristata var. incarnata Corner, Ann. Bot. Mem. 1: 692 (1950)
- Clavulina cristata var. lappa P. Karst., Rysslands, Finlands och den Skandinaviska Halföns. Hattsvampar 2: 168 (1882)
- Clavulina cristata var. subrugosa Corner, Monograph of Clavaria and Allied Genera (London): 693 (1950)
- Clavulina cristata var. subrugosa Corner, Ann. Bot. Mem. 1: 693 (1950)
- Ramaria cristata Holmsk., Beata Ruris Otia FUNGIS DANICIS 1: 92 (1790) [1789]
- Stichoramaria cristata (Holmsk.) Ulbr.

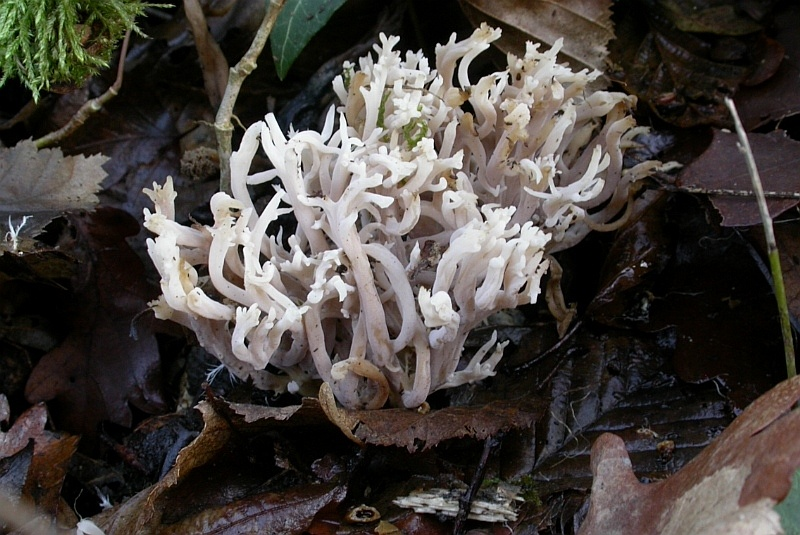
Foto di Clavulina cinerea, con cui spesso la C. cristata viene confusa

## Specie simili
- Clavulina cinerea (vedi foto) che è color bianco sporco, cinerino.
- Clavulina rugosa che però è più alta, con la superficie corrugata e con minori ramificazioni.